# Communauté de communes de Sèves et Taute
Die Communauté de communes de Sèves et Taute ist ein ehemaliger französischer Gemeindeverband mit der Rechtsform einer Communauté de communes im Département Manche in der Region Normandie. Sie wurde am 1. Januar 1996 gegründet und umfasste zwölf Gemeinden. Der Verwaltungssitz befand sich im Ort Périers.

## Historische Entwicklung
Mit Wirkung vom 1. Januar 2017 fusionierte der Gemeindeverband mit
- Communauté de communes du Canton de Lessay sowie
- Communauté de communes de La Haye-du-Puits

und bildete so die Nachfolgeorganisation Communauté de communes Côte Ouest Centre Manche.

## Ehemalige Mitgliedsgemeinden
1. Auxais
2. Feugères
3. Gonfreville
4. Gorges
5. Marchésieux
6. Nay
7. Périers
8. Le Plessis-Lastelle
9. Raids
10. Saint-Germain-sur-Sèves
11. Saint-Martin-d’Aubigny
12. Saint-Sébastien-de-Raids